# Éless Béla
Éless Béla (Kassa, 1940. április 23. – Budapest, 2020. december 28.) Gobbi Hilda-díjas magyar színész, rendező, színházigazgató.

## Életpályája
Éless Béla és Papp Rózsa gyermekeként született.
Az Eötvös Loránd Tudományegyetem Bölcsészettudományi Karának esztétika szakán végzett, majd a Színház- és Filmművészeti Főiskolán színházelméletet tanult.
1958–1962 között a Marx Károly Közgazdaságtudományi Egyetem egyetemi színpadán kabarékat rendezett, zenei műsorokat vezetett. 1963–1973 között a Tatabányai Bányász Színpad tagja volt, amelynek alapító rendezője is volt. Olyan produkciók létrejötte fűződik ehhez az időszakhoz, mint a Kukabúvárok, az Übü király és a Madarak. 1974–1984 között a Budapesti Perem Színpad alapítója, művészeti vezetője, rendezője volt. Kiemelkedő produkciók: Koordinációk, Svejk a II. világháborúban. 
1976–1985 között a Magyar Rádió rendezője volt. 1986–1988 között a József Attila Színház rendezője és színésze volt. 1987–1996 között a Tatabányai Jászai Mari Színház alapítója, 1989 óta igazgató–művészeti vezetője. Kiemelkedő produkciók: Pillantás a hídról, Kakukkfészek, Play Strindberg, Öbölből vödörbe. 1997. július 1. és 2008. június 30. között a Budaörsi Játékszín alapítója, igazgató-művészeti vezetője volt. 
2008. október 1. óta az Éless-Szín alapítója, igazgató-művészeti vezetője volt.
2020-ban a MASZK Országos Színészegyesület a Gobbi Hilda-életműdíjjal jutalmazta, amelyet minden évben az egyesület szakmai zsűrije ítél oda.
Hosszan tartó, súlyos betegség után hunyt el a kórházban.

### Magánélete
Felesége Valler Gabriella volt.

## Színpadi szerepei
A Színházi Adattárban regisztrált bemutatóinak száma: 70.
- Alexandre Dumas: A három testőr....Séquier, főpecsétőr
- Éless Béla: Téblábolás a porondon....
- Rozewicz: Nevetséges öregúr....
- Arthur Miller: Pillantás a hídról....A Bevándorlási Hivatal első tisztje
- Bertolt Brecht: Koldusopera....Fűrész Róbert
- Grigorij Gorin: Felejtsétek el Herosztratoszt!....Második polgár
- Éless Béla: Kóconkóc....Tigris
- Gáspár Margit: A császár messze van....Jancsics
- Gyárfás Endre: Dörmögőék csodajátéka....Berci
- Nógrádi Gábor: Segítség, ember!....Kutya
- Jean Kerr: Mary, Mary....Parker
- Bringsvaerd: A hatalmas színrabló....A hatalmas színrabló; Marcona őrszem
- George Bernard Shaw: Segítség! Orvos!....Dr. Cutler Walpole
- Pirandello: Hat szereplő szerzőt keres....Első színész
- Wehner Tibor: Azthiszem....
- Wehner Tibor: Proszcéniumpáholy....
- Nathan R. Nash: Az esőcsináló ember....Seriff
- Molnár Ferenc: Liliom....Berkovics
- Hawemann: Mondj egy szót...!....A halász
- Ken Kesey: Kakukkfészek....Dr. Spivey
- Alfonso Paso: Ön is lehet gyilkos....Caballo
- Montanus: Münchhausen, az űrbáró....Kapitány
- Frederick Knott: Várj, míg sötét lesz!....Croker
- Molnár Ferenc: Játék a kastélyban....Lakáj
- Gyárfás Endre: Dörmögőék űrvendége....Menyét
- Jevgenyij Svarc: Hétköznapi csoda....Fővadász
- Jókai Mór: A bolondok grófja....Jenő
- Miklós Tibor: Darabot Dianáról!....Ausztrál
- Bertolt Brecht: Dobszó az éjszakában....Bulltrotter
- Görgey Gábor: Ünnepi ügyelet....Mentős
- Görgey Gábor: Wiener Walzer....Kalauz
- Feydeau: Az úr vadászni jár....Bridois
- Arisztophanész: Lysistrate....Hírnök
- Dario Fo: A dög bújjék...! (A csöcsös ördög)....Mirone atya
- John Steinbeck: Az édentől keletre....Horace Quinn
- Alkaiosz-Euripidész-Feleki-Szemonidész: Szegény, szegény Oresztész!....
- Niccolò Machiavelli: Clízia, szépleány....A Szerző és Ramondo
- Coward: Akt hegedűvel....George
- Steinbeck: Egerek és emberek....Főnök
- Ben Turán Róbert: Melina (avagy a torzó)....Lefterisz Theolidesz
- Bargagli: A zarándoknő....A poroszlók kapitánya
- Márai Sándor: Kassai polgárok....Petrus
- Heltai Jenő: Bernát (...aki szalma)....Tábornok (főpincér)
- O’Neill: Vágy a szilfák alatt....Seriff
- Arisztophanész: Madarak....Metón
- Ödön von Horváth: Mit csinál a kongresszus?....Elnök
- Heltai Jenő: Az édes teher - Hogyan adtam férjhez a feleségemet?....Pakrácz Tóni
- Móra Ferenc: Aranykoporsó....Pantaleon
- Heltai Jenő: A néma levente....Tiribi
- Feydeau: Fel is út, le is út....Firmin
- Hunyady Sándor: Júliusi éjszaka....Isti
- Mary Chase: Barátom, Harvey....Omar Gaffney
- Lope de Vega: A furfangos menyasszony....Finardo
- Görgey Gábor: Huzatos ház....Rendező
- Sardou: Szókimondó asszonyság....Despréaux
- Magnier: Oscar....Philippe
- Andrew Bergman: Társasjáték New Yorkban....Martin
- Hampton: Hollywoodi mesék....Bertolt Brecht
- Polgár András: Az atléta halála....Bangó
- M. Parker: A szerelmes nagykövet....South kapitány
- Albee: Mindent a kertbe....Perry
- Eörsi István: A fogadás....Portás

## Színházi rendezései
A Színházi Adattárban regisztrált bemutatóinak száma: 45.
- Breffort: Irma, te édes (1980)
- Kiss Dénrs: Héterősek (1986)
- Éless Béla: Téblábolás a porondon (1987)
- Rozewicz: Nevetséges öregúr (1987)
- Mózes Lajos: A győztes szolgalegények (1987)
- Éless Béla: Kóconkóc (1988)
- Gyárfás Endre: Dörmögőék csodajátéka (1989)
- Nógrádi Gábor: Segítség, ember! (1990)
- Bringsvaerdt: A hatalmas színrabló (1991)
- Wehner Tibor: Azthiszem (1992)
- Wehner Tibor: Proszcéniumpáholy (1992)
- Terlouw: Kiből lehet király (1992)
- Hawemann: Mondj egy szót...! (1993)
- Foissy: Öbölből vödörbe (1994, 2006)
- Montanus: Münchhausen, az űrbáró (1994)
- Gyárfás Endre: Dörmögőék űrvendége (1995)
- Jevgenyij Svarc: Hétköznapi csoda (1997)
- Defoe: Robinson és Péntek (1998)
- Bertolt Brecht: Dobszó az éjszakában (1999)
- Görgey Gábor: Ünnepi ügyelet (2000)
- Görgey Gábor: Wiener Walzer (2000)
- Vörösmarty-Görgey: Handabasa avagy a fátyol titka (2000)
- Tordon Ákos Miklós: Kökény király lakodalma (2001)
- Dario Fo: Dög bújjék...! (A csöcsös ördög) (2001)
- Steinbeck: Az édentől keletre (2002)
- Alkaiosz-Euripidész-Feleki-Szemonidész: Szegény, szegény Oresztész! (2002)
- Niccolò Machiavelli: Clízia, szépleány (2002)
- Ben Turán Róbert: Melina (avagy a torzó) (2003)
- Bargagli: A zarándoknő (2003)
- Márai Sándor: Kassai polgárok (2004)
- Eugene O’Neill: Vágy a szilfák alatt (2004)
- Arisztophanész: Madarak (2004)
- Ödön von Horváth: Mit csinál a kongresszus? (2005)
- Móra Ferenc: Aranykoporsó (2005)
- Heltai Jenő: A néma levente (2005, 2009)
- Lope de Vega: A furfangos menyasszony (2006)
- Hampton: Hollywoodi mesék (2007)
- Polgár András: Az atléta halála (2008)
- Éless Béla: Kukabúvárok (2008)
- Albee: Mindent a kertbe (2010)
- Eörsi István: A fogadás (2010)
- Feydeau: Az Úr vadászni jár (2011)

## Filmjei
| - Ékezet (1977) - Bizalom (1980) - Circus maximus (1980) - Napló szerelmeimnek (1987) - Tüske a köröm alatt (1988) - Magyar rekviem (1990) - Vigyázók (1993) - Utrius (1994) - Szamba (1996) - A vád (1996) - Ámbár tanár úr (1998) - A Hídember (2002) - Lili (2003) - Vagabond (2003) - Rokonok (2006) - A nap utcai fiúk (2007) - Megy a gőzös (2007) - Így, ahogy vagytok (2010) - Gondolj rám (2016) - Zárójelentés (2020) | - Családi kör (1989) - Pályaváltás (1989) - Éjszakai találkozások (1989) - Nyomozás a Kleist-ügyben (1989) - Família Kft. (1991) - Frici, a vállalkozó szellem (1992) - Kisváros (1994) - A Szórád-ház (1997) - Szomszédok (1997–1999) - Rendőrsztori (2000) - Pasik! (2002–2003) - Kossuthkifli (2015) |

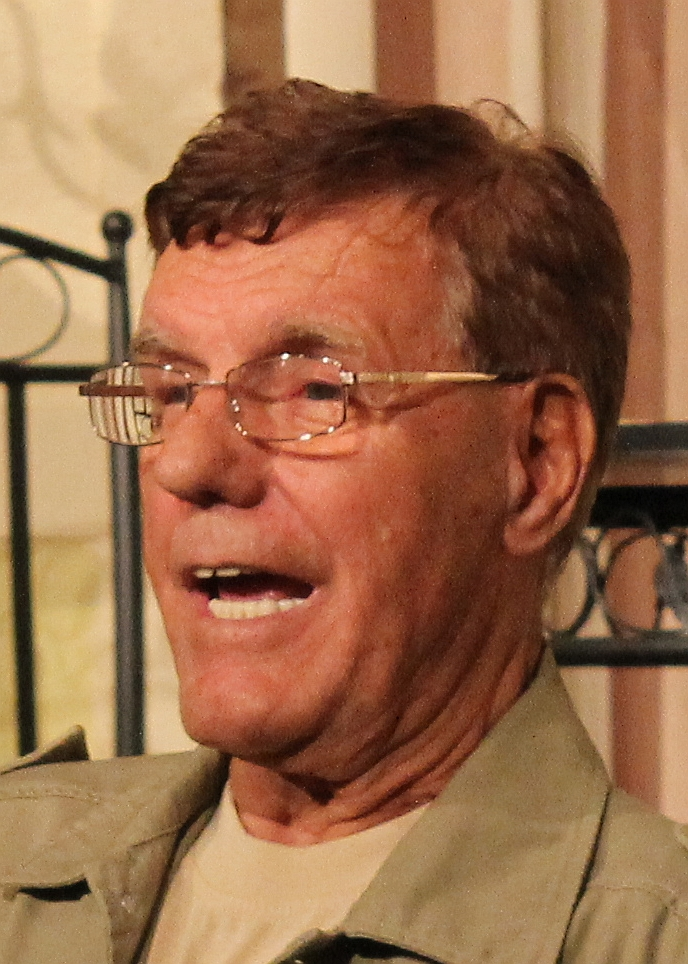
Éless Béla (2014)

## Díjak, kitüntetések
- Fiatal Rendezők Díja – MR (1981)
- Tatabányáért Művészeti Díj (1992)
- Az MTV Elnökének Különdíja (1975)
- BDSZ Művészeti Díj (1990)
- MSZOSZ-díj (1996)
- A Magyar Köztársasági Érdemrend lovagkeresztje (2006)[7]
- Bánffy Miklós-díj (2008)[8]
- Gobbi Hilda-díj (2020)[9]
- Zugló díszpolgára (2020)[10]